# Eupithecia chinae
Eupithecia chinae là một loài bướm đêm trong họ Geometridae.